# Ватерлоо (міст)
Міст Ватерлоо (англ. Waterloo Bridge) — арковий міст через Темзу у Лондоні (Велика Британія), що сполучає райони Вестмінстер та Ламбет.

## Історія
Сучасний міст був відкритий в 1945 році на місці збудованого в 1817 році однойменного моста, названого на честь перемоги в Битві при Ватерлоо. 

## Конструкція
Балковий міст Ватерлоо має сірий колір, конструкція схожа з побудованим у 1973 році Лондонським мостом, але Ватерлоо має 4 опори, а Лондонський — дві.